# Speotrechus mayeti
Speotrechus mayeti is een keversoort uit de familie van de loopkevers (Carabidae). De wetenschappelijke naam van de soort is voor het eerst geldig gepubliceerd in 1875 door Abeille de Perrin.